# Периферија Средишња Македонија
Периферија Средишња Македонија (грч.  / Peripheria Kentrikis Makedonias) је једна од 13 периферија у Грчкој. Смештена је на северу земље и обухвата средишњи део Македоније. Управно седиште периферије и њен највећи град је Солун, други по важности град у Грчкој.
Периферија Средишња Македонија је по броју становника и по важности друга у земљи, одмах после периферије Атике са главним градом Атином.

## Положај и управна подела периферије
Положај: Периферија Средишња Македонија граничи се са:
- север: Северна Македонија, Бугарска
- исток: периферија Источна Македонија и Тракија,
- југоисток: самоуправна монашка република Света гора,
- југ: Егејско море,
- југозапад: периферија Тесалија,
- запад: периферија Западна Македонија.

Подела: Периферија је подијељена на 7 округа:
1. Иматија
2. Кукуш
3. Пела
4. Пијерија
5. Сер
6. Солун
7. Халкидики

## Географија
Рељеф: Средишња Македонија је природно мешовита област, која покрива површину 18.811 km² на северу Грчке. Средишња Македонија је заштићена планинским венцем Каракамена, са севера планинама Кајмакчалан и Ниџе, на североистоку планина Беласица, а на југоистоку се издиже високи Олимп. Поред тога, Халкидики, а посебно Света Гора имају планински карактер. У средишњем делу се налази равница, Солунско поље (0-200 м н.в.), њен најнасељенији и привредно најнапреднији део, тј. „жила куцавица“ покрајине. Јужни део је изразито приморски, посебно полуострво Халкидики, који својом дугом, разуђеном обалом излази на Егејско море.
Клима: У приобалном делу (Халкидики, Солун, Пијерија) клима је изразито средоземна, даље од мора она прелази у прелазни облик, да би на планинама и вишим деловима постала умерено континентална клима.
Воде: Покрајина Средишња Македонија дугом обалом излази на северозападни и северни обод Егејског мора. Оно у оквиру покрајине ствара два залива, Солунски и Орфански. Од река најважнији су Вардар и Струма, који у покрајини својим доњим токовима творе приобалне равнице, које су плодно и добро насељене. У североисточном делу постоји природно језеро, Дојранско језеро, на државној граници са Северном Македонијом.

## Становништво
У периферији Средишња Македонија живи близу 1,8 милиона становника (попис 2021. године). Густина насељености је знатна (преко 100 ст./км²), што је више од државног просека (око 80 ст./км²). Последњих година број становника расте. Средишњи, нижи делови јужни, приморски делови су много боље насељени од планинских делова по ободу.
Највећи број становника чине етнички Грци, али има Словена и Влаха на северу. Последњих деценија значајан део мањина је погрчен. Највећи део Грка води порекло од пребеглица из Мале Азије.

## Привреда
Са привредног становишта Средишња Македонија је привредно развијена област за ниво Грчке. У свему предњачи Солун, који је важно индустријско и трговачко средиште, а његова лука је једна од најважнијих на Балкану. Остатак покрајине је махом са лаком индустријом (посебно прехрамбена индустрија).
Због повољних природних услова, земљорадња је развијена у долинама и равницама. Преовлађују средоземне културе (агруми, маслина), али и житарице.
Туризам је последњих деценија постао веома важна привредна грана, посебно у приморју (Халкидики, Катерини). Важно туристичко одредиште је и град Солун са својом богатом културном и историјском заоставштином.